# Kepler-452 b
Kepler-452 b — кандидат в экзопланеты на орбите жёлтого карлика Kepler-452 в созвездии Лебедя. Система находится на расстоянии 1402 световых года от Солнечной системы. Из-за предполагаемого сходства с Землёй стало популярным название «Земля 2.0».
В апреле 2018 года существование Kepler-452 b было поставлено под сомнение. Существует только 16% вероятности того, что обнаруженный сигнал в данных Кеплера вызван транзитами реальной планеты, и необходимый уровень достоверности в 99%, чтобы признать кандидат планетой, недостижим по имеющимся данным. С большой вероятностью сигнал является инструментальным артефактом, и последующая проверка усовершенствованным методом подтвердила недостаточность статистической значимости сигнала для отнесения Kepler-452 b к реальным планетам.

## Открытие
Kepler-452 b была обнаружена космическим телескопом «Кеплер» транзитным методом — путём наблюдения за изменением яркости её материнской звезды, вызванной прохождением планеты на её фоне. Kepler-452 b — первая из открытых потенциально скалистых суперземель, которая вращается вокруг довольно похожей на Солнце звезды спектрального класса G2 в обитаемой зоне, пригодной для жизни. Согласно индексу подобия Земли, Kepler-452 b — шестая в списке планет, похожих на Землю.
Наблюдение экзопланеты Kepler-452 b и её звезды продолжались с мая 2009 года по июль 2014, после чего учёные в течение нескольких лет обрабатывали полученные данные различными способами. Как следствие, 23 июля 2015 года американское космическое агентство НАСА обнародовало информацию о планете и её характеристики широкой общественности, проведя пресс-конференцию и опубликовав в открытом доступе результаты наблюдений и их анализ. Благодаря этому на короткий период времени тема «Kepler-452 b» получила широкое освещение в непрофильной прессе: журналисты подробно описывали экзопланету, брали интервью у учёных и тому подобное. Особенно много внимания было уделено потенциальной возможности существования на планете жизни земного типа. Именно поэтому в СМИ Kepler-452 b получила неофициальное название «Земля-2».
Экзопланета совершает полный оборот вокруг своей звезды примерно за 385 земных суток. Звезда расположена в Млечном Пути, на расстоянии около 1402 св. лет от Солнечной системы. Эта планета примерно на 60% больше Земли и лежит в оптимистической зоне пригодности к жизни. Не имея возможности подробно исследовать физические характеристики планеты, учёные, однако, предположили, что Kepler-452 b является скалистой и в пять раз тяжелее Земли планетой, а гравитация на её поверхности примерно вдвое больше, чем на нашей планете. Экзопланета на 1,5 млрд лет старше Земли и просуществует ещё примерно 3,5 млрд лет — до времени, когда закончится пребывание материнской звезды на главной последовательности.

## Характеристики

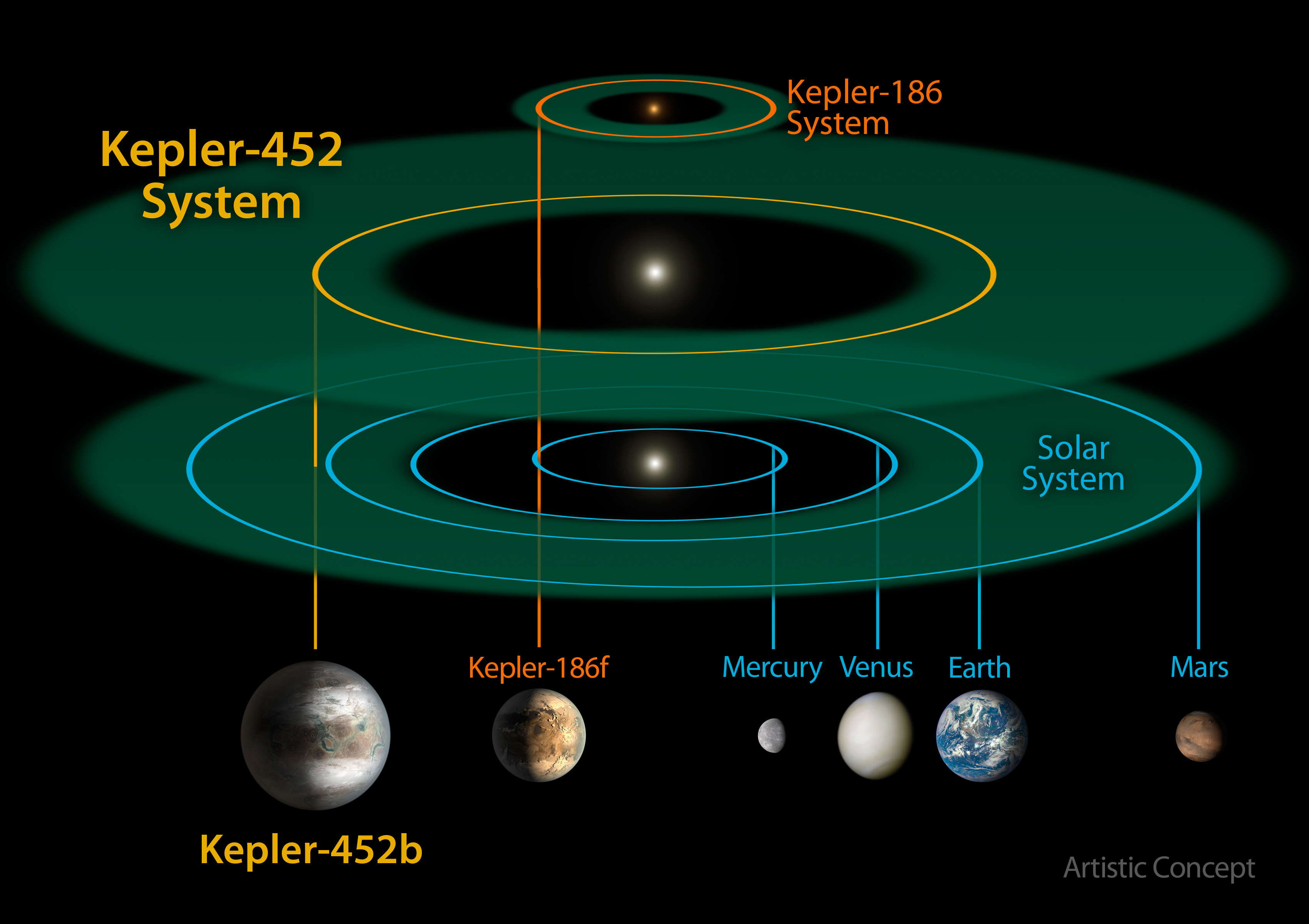
Диаграмма орбиты Kepler-452 b, а также Kepler-186f и внутренней части Солнечной системы и их соответствующие предполагаемые обитаемые зоны

Период обращения планеты Kepler-452 b равен 384,843 земных суток и на момент открытия был самым большим для транзитной планеты столь небольшой (меньше двух земных) массы. Kepler-452 b больше на 63% и старше на 1,5 млрд лет, чем Земля, но находится на орбите в зоне обитаемости своей звезды. Инсоляция, создаваемая родительской звездой на планете в 1,1+0,29
−0,22 раза (при оцениваемом альбедо 0,3) превышает инсоляцию, создаваемую Солнцем на Земле (альбедо Земли равно 0,4). Без учёта вероятного парникового эффекта, средняя поверхностная температура оценивается в 274,83 K (примерно 1,68 °C).
Масса Kepler-452 b неизвестна, но по результатам моделирования оценивается в пять раз больше массы Земли. При такой массе сила тяжести на планете примерно в 1,88 раза больше, чем на Земле. Её размер слишком велик, чтобы по аналогии с Землёй почти полностью состоять из тяжёлых элементов, но с вероятностью от 49 до 62% она может быть твердотельной планетой — однако, в этом случае очень маловероятно, что её металлическое ядро имеет значительную массу.
По индексу подобия Земле (ESI) Kepler-452 b уступает Kepler-438 b и находится на шестом месте.

## Имена в других каталогах
KOI-7016.01, KOI-7016 b, KIC 8311864 b, WISE J194400.89+441639.2 b, 2MASS J19440088+4416392 b.